# Bruinborstijsvogel
De bruinborstijsvogel (Halcyon gularis) is een ijsvogel die endemisch is in de Filipijnen.

## Beschrijving
De bruinborstijsvogel is net als de smyrna-ijsvogel een vrij grote ijsvogelsoort met een lengte van 28 cm. De vleugellengte is 12 cm. Een volwassen exemplaar heeft een felblauwe rug, vleugels en staart. De kop, de borst en buik zijn kastanjebruin. Onder de snavel is een klein wit vlekje. De grote snavel en de poten zijn rood. In vlucht is de vogel snel en gaat recht op zijn doel af.

## Verspreiding
De soort in endemisch in de Filipijnen, maar ontbreekt op Palawan en de Sulu-eilanden.

## Status
De grootte van de populatie is niet gekwantificeerd, maar er is geen aanleiding te veronderstellen dat de soort in aantal achteruit gaat, eerder is sprake van een toename. Daarom staat de smyrna-ijsvogel als niet bedreigd op de Rode Lijst van de IUCN.